# Siard Nevrkla
D. Siard František Nevrkla, O.Praem. (11. září 1911, Nová Říše – 25. února 1943, Rajsko u Osvětimi) byl český (resp. moravský) římskokatolický duchovní, novoříšský premonstrát, který se stal obětí nacistického pronásledování církve. Od roku 2013 probíhá jeho beatifikační proces ve skupině novoříšských premonstrátů, umučených za druhé světové války.

## Život
Narodil se jako František Nevrkla v Nové Říši na Moravě 11. září 1911. S pomocí kláštera studoval na gymnáziu – nejprve v Moravských Budějovicích, poté v Brně, kde maturoval v červnu 1933.
V rodné Nové Říši vstoupil v červenci 1933 do místního premonstrátského kláštera a při obláčce přijal řeholní jméno Siard (podle sv. Siarda, premonstrátského opata z přelomu 11. a 12. století). V roce 1938 přijal kněžské svěcení a byl od srpna 1938 ustanoven kaplanem při kostele sv. Cyrila a Metoděje v Brně-Židenicích, kde tehdy duchovní správu vykonávali řeholníci novoříšského kláštera. V Židenicích se zapojil do činnosti místního Orla a věnoval se práci s mládeží.
Dne 29. května 1942 byl novoříšský klášter přepaden gestapem a řeholníci byli odvlečeni do Kounicových kolejí. Siard Nevrkla se o tom samozřejmě dozvěděl a vydal se na gestapo. Zde byl rovněž zatčen a spolu se svými spolubratry byl transportován do koncentračního tábora v Osvětimi. Spolu s novoříšským převorem Vavřincem Novotným byl Siard posléze přemístěn do osvětimské pobočky v nedalekém Rajsku (do Rajska byli převáženi staří a práce neschopní, Siard Nevrkla se přidal k převoru Novotnému, aby o něj mohl pečovat). Zde 25. února 1943 byl umlácen dozorcem. Koncentrační tábor přeživší novoříšský premonstrát a pozdější opat v Teplé, Heřman Josef Tyl v pamětním spise, vzniklém krátce po konci války, uvádí naopak, že Siard zemřel v plynové komoře.
Na památku tohoto kněze byl po druhé světové válce pojmenován jeden ze zvonů židenického kostela Siard, po řeholníkovi byla rovněž pojmenována ulice v Brně-Židenicích.

## Beatifikační proces
V 90. letech 20. století začal tehdejší novoříšský převor Bernard František Palka, O.Praem. usilovat o beatifikaci pěti umučených novoříšských premonstrátů (kromě Siarda Nevrkly jde o opata Pavla Jana Součka, převora Vavřince Novotného, kněze Norberta Hrachovského a novoříšského faráře Zikmunda Záběhlického). Beatifikační proces byl zahájen v roce 2013.